# Mnajdra
Mnajdra est un site archéologique constitué de deux temples mégalithiques, situé sur la côte sud de l'ile de Malte. 

## Localisation
Mnajdra est situé près de la ville de Il-Qrendi, à 500 m du site d'Ħaġar Qim, près de la rive sud de l'île de Malte. Le site s'élève à 200 m de la mer Méditerranée, au-dessus des falaises. L'ilot de Filfla est visible à 5 km au large.

## Historique
Les fouilles des temples de Mnajdra débutent sous la direction de J.G. Vance en 1840, un an après la découverte de Ħaġar Qim. En 1871, James Fergusson dessine le premier plan de la structure mégalithique. Ce plan est assez imprécis et en 1901, Albert Mayr réalise le premier plan précis sur la base de ses découvertes. En 1910, Thomas Ashby réalise d'autres fouilles, permettant la collecte d'un important matériel archéologique. De nouvelles fouilles sont réalisées en décembre 1949, pendant lesquelles sont découverts deux petites statues, deux grands bols, des outils et une grande pierre ronde, probablement utilisée pour déplacer les pierres du temple. John Davies Evans entreprend d'autres fouilles en 1954.
En 1992, Mnajdra est inscrit au Patrimoine mondial par l'UNESCO.
Le site est répertorié sur la liste des édifices en danger du Fonds mondial pour les monuments en 1998, 2000 et 2002. Depuis 2009, le site est protégé par une tente qui le recouvre. En 2011, le site est protégé par le gouvernement maltais.

## Description
Mnajdra est bâti en calcaire corallin, plus dur que le calcaire globigerin du site de Ħaġar Qim tout proche. Les temples sont principalement composés de corbeaux et de pierres plus petites, et de colonnes et linteaux faisant usage de grandes dalles de calcaire.

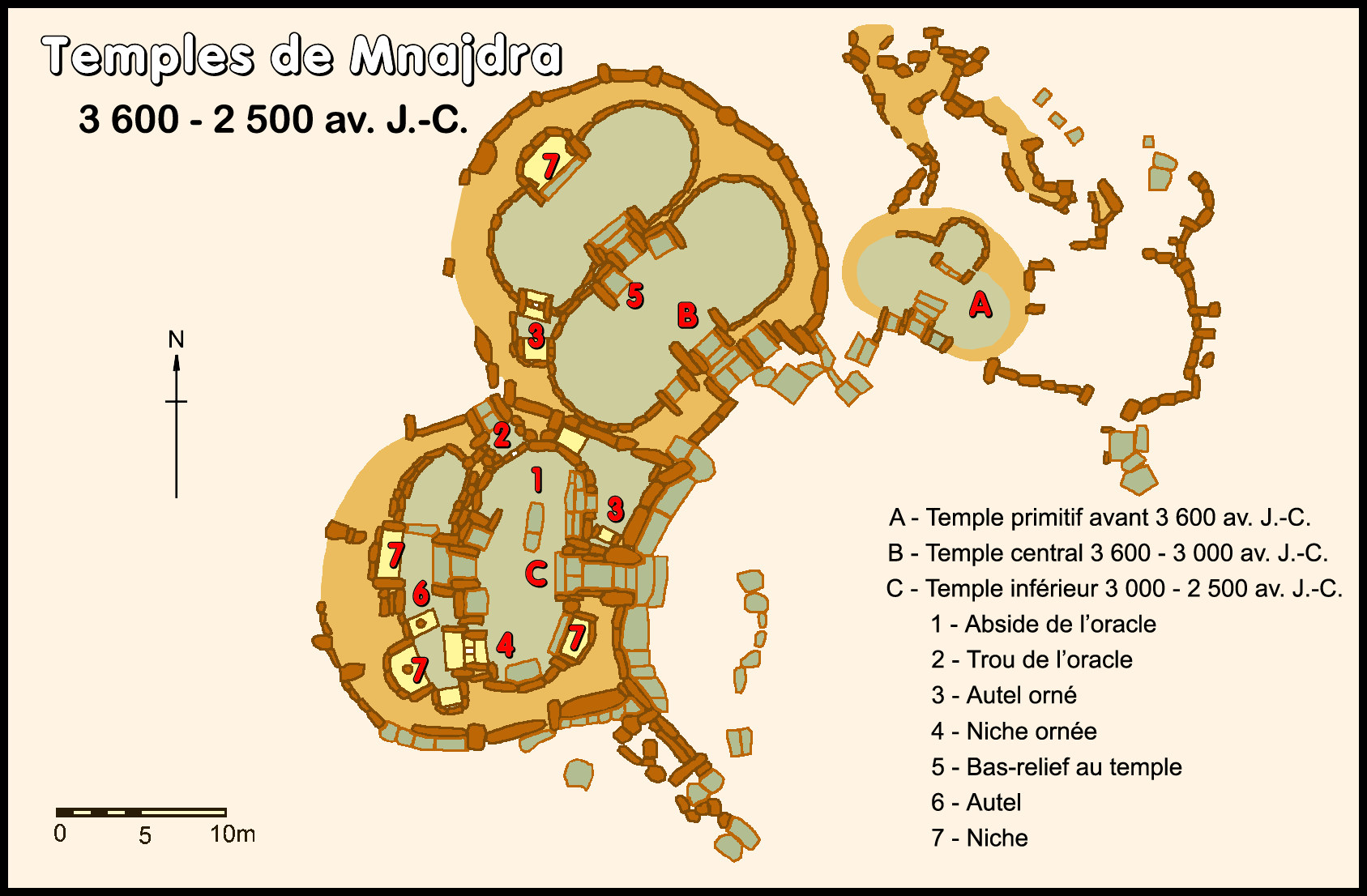
Plan des temples

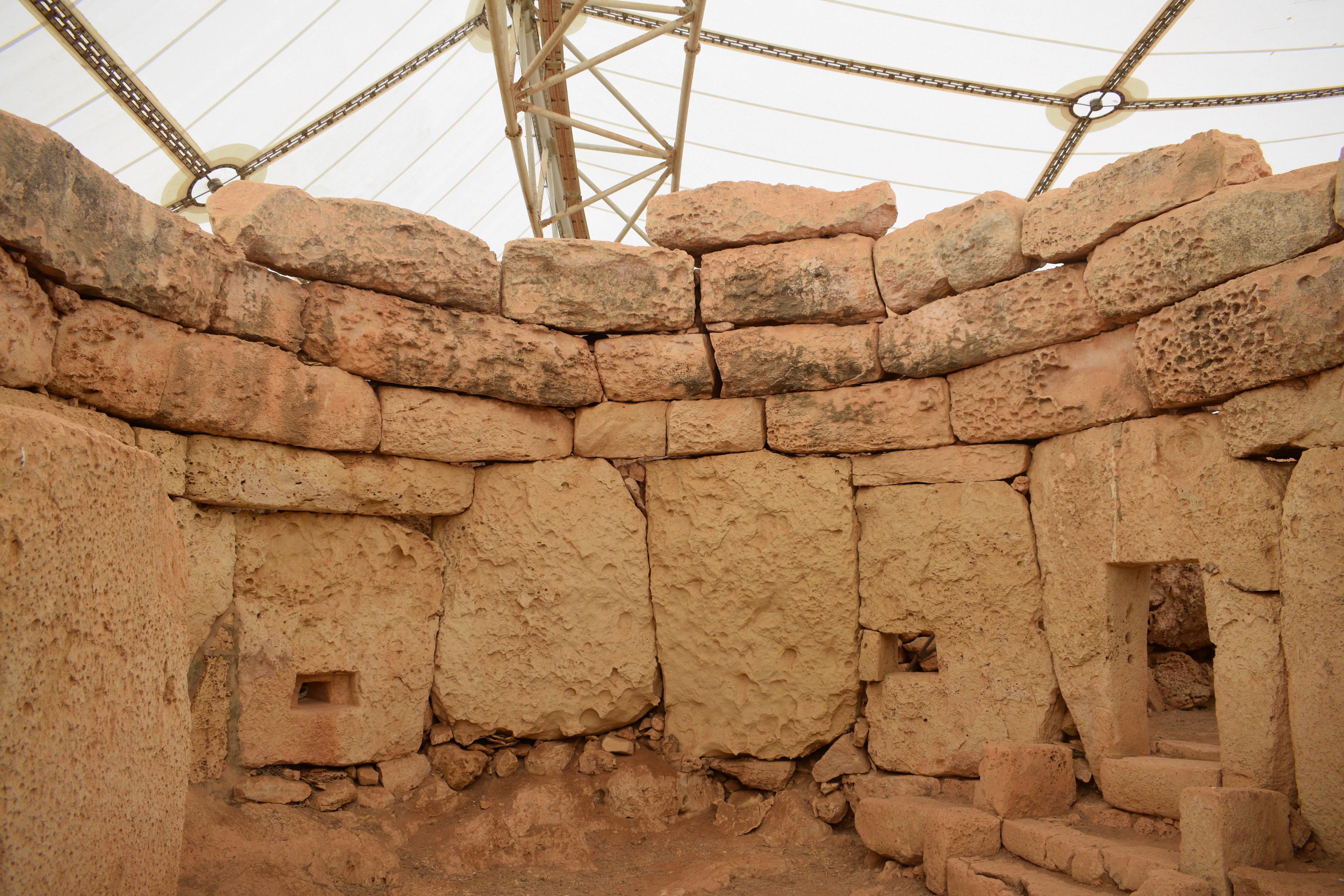
Temple inférieur, mur à encorbellement.

Le temple primitif, d'environ 25 × 13 m est situé au nord du site. Certainement de la phase Mġarr, antérieur à  3600 av. J.-C., il est peu lisible ; au milieu des ruines de murs se dessine un petit temple trilobé. Le temple central, d'environ 20 × 20 m, datant de la phase Ġgantija (3600-3000 av. J.-C.), s'ouvre sur un terre-plein surélevé de 2 à 3 m par rapport au temple inférieur. Le plan est typique de cette période, une succession de quatre absides latérales avec le remplacement de l'abside distale par une niche. Il faut remarquer le mur intérieur de grande qualité, les dalles  de parement sont parfaitement taillées et surmontées, comme à Ħaġar Qim, de deux, et par endroits, trois lits de pierres dessinant un début d'encorbellement. Sur le pilier gauche du trilithe intérieur, le dessin d'un temple gravé dans la pierre (voir illustration) est très semblable aux modèles trouvés ailleurs. La dernière abside gauche abrite un autel orné.
Le temple inférieur, 20 × 16 m, est daté la fin de la période des temples (3000-2500 av. J.-C.). C'est la structure la mieux conservée et la plus impressionnante du site. De la même époque que le temple d'Ħaġar Qim, la façade faite de six gros blocs irréguliers et d'une banquette, apparaît beaucoup plus archaïque d'aspect. Le plan est identique, à quelques détails près, au temple central. Le temple possède une avant-cour contenant des bancs de pierre, un passage d'entrée recouvert de dalles horizontales et les restes d'un possible toit en dôme. Le temple est décoré de gravures en spirales et d'indentations, et percé de fenêtres, certaines donnant sur des pièces plus petites et une dernière sur un ensemble de pierres.La première abside de gauche comporte une niche ornée, en forme de fenêtre, faisant communiquer, de façon très élaborée, les deux absides. L'abside de droite communique avec un couloir extérieur, dit couloir de l'oracle, par un trou percé dans la pierre. C'est dans l'abside du fond à droite qu'ont été mises au jour, au milieu d'ossements brûlés (interprétés comme des offrandes), de curieuses statuettes féminines avec une tête, à la peau squamée ou pustuleuse, aux joues gonflées, aux yeux exorbités et avec un dos écorché mettant à nu le squelette. Ces statuettes sont interprétées comme des représentations pathologiques laissant supposer un culte curatif ou miraculeux.

## Fonction
Le temple inférieur est aligné astronomiquement et pourrait avoir servi de site d'observation astronomique ou de calendrier. Aux équinoxes, la lumière du soleil passe par l'entrée principale et éclaire l'axe du temple. Aux solstices, elle illumine les bords des mégalithes à la droite et à la gauche de cette entrée.
Parmi les objets trouvés sur le site, des couteaux sacrificiels en silex et des trous permettant de faire passer des cordes semblent indiquer un possible usage pour des sacrifices d'animaux (des os de divers animaux ont été découverts sur le site). Les structures ne servaient pas de tombes, aucun reste humain n'y ayant été découvert. Les temples possèdent du mobilier, comme des bancs et des tables de pierre. Certains objets découverts suggèrent que les temples pourraient avoir eu une fonction religieuse, peut-être pour soigner les maladies ou encourager la fertilité.

## Culture
Introduites en 2008, les faces nationales des pièces en euro de Malte de 1, 2 et 5 cents représentent l'autel du temple de Mnajdra.